# Nobuo Matsunaga
Nobuo Matsunaga (松永 信夫, Matsunaga Nobuo, Shizuoka, 6 december 1921 – Fujieda, 25 september 2007) was een Japans voetballer die als middenvelder speelde.

## Japans voetbalelftal
Nobuo Matsunaga debuteerde in 1954 in het Japans nationaal elftal en speelde 4 interlands.

## Statistieken
| Japans voetbalelftal | Japans voetbalelftal | Japans voetbalelftal |
| Jaar                 | Wed.                 | Dlp.                 |
| -------------------- | -------------------- | -------------------- |
| 1954                 | 3                    | 0                    |
| 1955                 | 1                    | 0                    |
| Totaal               | 4                    | 0                    |